# Operação Basura
A Operação Basura é  um conjunto de investigações em andamento pela Polícia Federal do Brasil (PF) e pelo Grupo de Atuação Especial de Combate ao Crime Organizado do Ministério Público do Estado do Rio de Janeiro (Gaeco/MPRJ), com foco em investigar casos de corrupção na administração pública no município de Cabo Frio.
Em 2017 a operação mandados de busca e apreensão, de prisão preventiva e de condução coercitiva, visando apurar um esquema de lavagem de dinheiro e gestão fraudulenta que movimentou milhões de reais na Companhia de Serviços de Cabo Frio (Comsercaf) - autarquia municipal responsável pela coleta de lixo e demais serviços de limpeza do município de Cabo Frio. A operação investiga crimes de corrupção ativa e passiva, gestão fraudulenta, lavagem de dinheiro, organização criminosa e recebimento de vantagem indevida. A empresa que presta o serviço de iluminação pública na cidade, que possui contrato emergencial com a prefeitura, também esta sendo alvo de investigações; de acordo com a Polícia Federal, existem indícios de superfaturamento,  que apontam a fraude no pregão que efetivou o contrato definitivo de manutenção, no valor de mais de 6 milhões de reais por 12 meses".
No dia 5 de dezembro de 2017, prefeito de Cabo Frio Marquinhos Mendes foi intimado a depor no caso. Já Cláudio Moreira, presidente da Comsercaf nomeado pelo prefeito de Cabo Frio Marquinhos Mendes, foi preso após investigações comprovarem que a autarquia - que terceirizava a limpeza pela empresa Prime Serviços Terceirizados - realizou contratos na ordem de 60 milhões de reais; destes, cerca de 40 milhões de reais teriam sido desviados. Felício Laterça de Almeida é o delegado da Polícia Federal responsável pelas investigações e  Marcelo Arsênio o promotor de Justiça. Ainda foram presos em Minas Gerais os empresários Bruno Toledo e Pablo Angel Santos Rodrigues e o ex-policial militar Antônio Carlos Leal de Carvalho Filho, contratado pela autarquia, mas que prestava serviços particulares para Cláudio Moreira.
A operação abrangeu os municípios de Cabo Frio, Armação dos Búzios, São Pedro da Aldeia,  Rio de Janeiro, Niterói e Duque de Caxias (cidade), no estado do Rio de Janeiro, e de Contagem e Alfenas, em Minas Gerais. Os mandados foram expedidos pela 1ª Vara Criminal de Cabo Frio. Com a participação do Ministério Público do Estado do Rio de Janeiro, as investigações que levaram à realização da Basura foram conduzidas pela Delegacia da Polícia Federal em Macaé, Rio de Janeiro.

## Investigações
as investigações que começaram em fevereiro, e em seu andamento, foi verificado pela PF que as ambulâncias locadas pela prefeitura de Cabo Frio eram de uma empresa controlada pelos mesmos empresários responsáveis pela coleta de lixo. O mesmo acontecia com os veículos de passeio alugados. Os contratos emergenciais iam sendo prorrogados e depois, viu-se que, a empresa contratada emergencialmente era a mesma que ganhou a licitação.
Diante dos elementos obtidos, a Polícia Federal solicitou ao Poder Judiciário a quebra do sigilo telefônico de investigados, sendo possível, a partir desta medida, identificar os reais proprietários do negócio, residentes em Belo Horizonte, Minas Gerais, bem como a existência de "laranja" na sociedade das empresas e ainda a manipulação de funcionários e do presidente da autarquia Consercaf para a perpetuação de contratos emergenciais, feitos sem licitação.
Os contratos somam mais de 60 milhões de reais desde o início do ano, sendo que a movimentação bancária das empresas e dos investigados demonstrou forte movimento de recursos, aquisição de bens móveis em espécie e saques de alvos valores em espécie, o que é indicativo de pagamento de propina e lavagem de dinheiro.
Apenas no primeiro semestre deste ano, foi levantado um desvio de 40 milhões de reais da Comsercaf por meio de fraudes em contratos emergenciais de coleta de lixo com a Prime Serviços Terceirizados. No decorrer das investigações se descobriu que a Prime, empresa que ganhou o contrato, não possuía estrutura e disponibilidade financeira para prestar o serviço.
De acordo com a PF, os caminhões coletores de lixo, que estavam sendo utilizados em contratos emergenciais firmados pela Comsercaf já se encontravam na cidade muito antes da efetiva assinatura dos contratos, o que indicaria o possível conluio entre os donos dos veículos e a administração pública. Os caminhões pertenciam a Cadu Playboy e seus familiares, que estão presos, por cometerem o mesmo crime em Arraial do Cabo, desde dezembro de 2015, revelado pela Operação Dominação. Cadu Playboy também é apontado pela polícia como sendo o chefe do tráfico de drogas no bairro Manoel Corrêa, em Cabo Frio, e também o líder do Comando Vermelho na Região dos Lagos, seria o responsável por episódios violentos em Cabo Frio, como a ordem para atear fogo em ônibus, no dia do pleito eleitoral municipal de 2016.
As escutas divulgadas pelos investigadores revelam que servidores que se opunham ao esquema de corrupção liderado por Cláudio Moreira eram ameaçados e coagidos a agir pata garantir o funcionamento do esquema que de acordo com as investigações chegam aos 60 milhões de reais. De acordo com o delegado Vinicius Laterça, responsável pela operação Basura, o aprofundamento das investigações poderá revelar se o prefeito Marquinho sabia do esquema. Alguns vereadores também estariam envolvidos, mas devido ao foro privilegiado as investigações correm em sigilo.

## Origem do nome
O nome Basura foi dado a operação por significar lixo no idioma espanhol. A origem do nome deve-se ao uso da Companhia de Serviços de Cabo Frio (Comsercaf) - autarquia municipal responsável pela coleta de lixo e demais serviços de limpeza do município de Cabo Frio - pela quadrilha para movimentar os valores de origem ilícita.

## Repercussão
Sobre a Consercaf, o prefeito da cidade Marquinho Mendes informou que "em virtude das denúncias relacionadas à autarquia, um novo presidente ficará responsável pela autarquia durante as investigações. Informou ainda que vai abrir uma Sindicância para apuração interna dos fatos, respeitando o direito de defesa dos servidores citados, e que qualquer irregularidade será devidamente sanada com as medidas legais pertinentes.
Em entrevista exibida no RJTV, da InterTV-Rede Globo, o Prefeito de Cabo Frio, Marquinho Mendes (PMDB) disse estar tão surpreso quanto a sociedade diante da operação da Polícia Federal que prendeu Cláudio Moreira, presidente da COMSERCAF e seu homem de confiança. afirmou que pretende manter a Prime, firma contratada pela autarquia e também investigada pela PF diante da burocracia para contratação de uma nova firma e pela proximidade da alta temporada; pediu para a justiça reanalisar a suspensão de contrato com a empresa.
Em nota, a assessoria de comunicação da Comsercaf informou que está colaborando com as investigações e que iria se pronunciar após o fim das diligências.
Intimado pela PF para prestar esclarecimentos sobre o caso, o prefeito de Cabo Frio Marquinho Mendes, do PMDB, não compareceu a delegacia no dia 15 de dezembro de 2017. Marquinho alegou que teve que se ausentar devido a um imprevisto familiar. Apenas os advogados de defesa do prefeito de Cabo Frio foram a delegacia na cidade de Macaé, onde pediram vistas do processo e que fosse agendado previamente o dia e a hora que o político prestaria depoimento. O delegado da Polícia Federal, Felício Laterça, afirmou que iria enviar uma nova intimação ao prefeito, mas não disse quando. De acordo com o documento da Polícia Federal, se o prefeito se ausentar mais uma vez, ele será conduzido a prestar depoimento e incorrerá no crime de desobediência.